# Measurement Studio
Measurement Studio es una distribución de bibliotecas de funciones desarrolladas por National Instruments para aportar funcionalidades de prueba, medida, control e instrumentación a Visual Studio. Así pues, los controles gráficos, las funciones de análisis y de tratamiento de la señal, y las comunicaciones con los instrumentos están disponibles para los lenguajes C#, C++ y Visual Basic. Estas librerías reanudan las funcionalidades disponibles bajo LabVIEW y LabWindows/CVI.